# 南文山駅
南文山駅 （ナンムンサンえき）は、大韓民国慶尚南道晋州市にかつて存在した韓国鉄道公社の駅である。

## 路線
- 韓国鉄道公社
  - 慶全線

## 駅構造
- 1面2線の地上駅。

## 歴史
- 1925年6月15日 - 開業[1]。
- 2012年10月23日 - 馬山駅 - 晋州駅間の複線新線への切り替えにより廃駅。

## 隣の駅
慶全線
葛村駅 - 南文山駅 - 開陽駅